# كاميلا هيرم
كاميلا هيرم (بالنرويجية: Camilla Herrem‏) مواليد 8 أكتوبر 1986 في النرويج، هي لاعبة كرة يد نرويجية تلعب كجناح أيسر. مثلت منتخب النرويج لكرة اليد للسيدات. شاركت في دورة الألعاب الأولمبية الصيفية سنة 2012.

## سجل المنافسة
شاركت في البطولات التالية:
- الألعاب الأولمبية الصيفية 2012
- الألعاب الأولمبية الصيفية 2016
- بطولة العالم لكرة اليد للسيدات 2009
- بطولة العالم لكرة اليد للسيدات 2011
- بطولة العالم لكرة اليد للسيدات 2013
- بطولة العالم لكرة اليد للسيدات 2015
- بطولة أوروبا لكرة اليد للسيدات 2012
- بطولة أوروبا لكرة اليد للسيدات 2014
- بطولة أوروبا لكرة اليد للسيدات 2016

## الميداليات
| الميدالية | المسابقة                            |
| --------- | ----------------------------------- |
| ذهبية     | الألعاب الأولمبية الصيفية 2012      |
| برونزية   | الألعاب الأولمبية الصيفية 2016      |
| ذهبية     | بطولة العالم لكرة اليد للسيدات 2011 |
| ذهبية     | بطولة العالم لكرة اليد للسيدات 2015 |
| برونزية   | بطولة العالم لكرة اليد للسيدات 2009 |
| ذهبية     | بطولة أوروبا لكرة اليد للسيدات 2008 |
| ذهبية     | بطولة أوروبا لكرة اليد للسيدات 2010 |
| ذهبية     | بطولة أوروبا لكرة اليد للسيدات 2014 |
| ذهبية     | بطولة أوروبا لكرة اليد للسيدات 2016 |
| فضية      | بطولة أوروبا لكرة اليد للسيدات 2012 |

## روابط خارجية
- كاميلا هيرم على موقع IMDb (الإنجليزية)

- كاميلا هيرم على موقع الاتحاد الدولي لكرة اليد (الإنجليزية)
- كاميلا هيرم على موقع الاتحاد الأوروبي لكرة اليد (الإنجليزية)
- كاميلا هيرم على موقع الاتحاد النرويجي لكرة اليد (النرويجية)
- كاميلا هيرم على موقع اللجنة الأولمبية الدولية (الإنجليزية)
- كاميلا هيرم على موقع أوليمبيديا (الإنجليزية)